# Augustin de Thou
Augustin de Thou (mort le 6 mars 1554) est un avocat, puis magistrat français, président à mortier au  parlement de Paris et fondateur de la lignée la plus célèbre de la famille de Thou.

## Biographie
Il était fils de Jacques (III) de Thou (mort le 1er octobre 1504 à Paris), seigneur du Bignon (près d'Orléans), avocat général à la Cour des Aides à partir du 26 avril 1472, premier membre important de la famille établi à Paris.  
Les de Thou étaient des bourgeois d'Orléans connus depuis le XIVe siècle ; le grand-père Jacques II et l'arrière-grand-père Jacques Ier y étaient échevins. La mère d'Augustin s'appelait Geneviève Le Moyne. Il épousa Claude de Marle de Versigny, fille de Jean de Marle de Versigny (de la famille du chancelier de Marle) et d'Anne du Drac.  

### Carrière
Il portait le titre de seigneur de Bonneuil, dont il possédait le château du Breuil. En 1512, il devint seigneur de Villebon, et il y érigea le château. Avocat du roi, puis conseiller au Parlement de Paris, il y devint président à mortier.
Il fut président à mortier au parlement de Paris en 1541,.
Augustin de Thou est avocat du roi, et à sa suite la Cour tout entière, semble-t-il, envisagent d'interdire à Roch Le Baillif la pratique de la médecine.[pas clair]

### Vie privée
Il eut plusieurs enfants, dont :
- Christophe de Thou[4] (1508 - 1582), premier président du Parlement de Paris à partir de 1562, père de Jacques Auguste de Thou[4].
- Nicolas de Thou (1528 - 1598), évêque de Chartres de 1573 à 1598.
- Anne II de Thou, abbesse de Saint-Antoine-des-Champs, de 1572 à sa mort, survenue le 27 mai 1593.

Il décéda à Paris le 6 mars 1554, et fut inhumé en l'église Saint-André-des-Arts.